# Tortura en la dictadura franquista

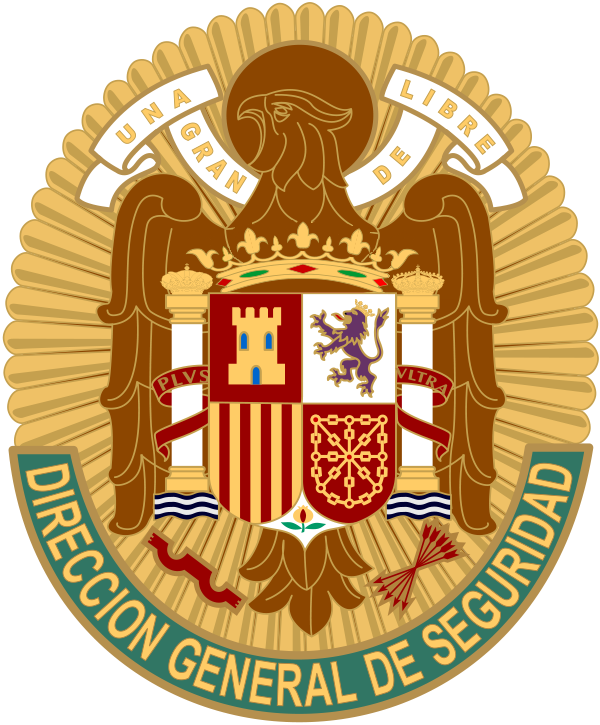
Escudo de la policía franquista.

La tortura en la dictadura franquista ocupó «un lugar central dentro de los procedimientos policiales y carcelarios», respondiendo al entramado penal que fue «a la vez vengativo y redentorista, militarista y con claras pulsiones totalitarias». Como ha destacado César Lorenzo Rubio, durante la dictadura franquista la práctica de la tortura no solo continuó como había ocurrido en otros periodos de la historia contemporánea de España, «sino que se llevó a extremos nunca conocidos en cuanto a extensión e intensidad». «La tortura a manos de funcionarios del Estado fue una realidad incontestable, sistemática», aunque su extensión y tipología fue cambiando a lo largo del tiempo, «pero nunca desapareció del todo». Francisco Moreno Gómez ha llegado a afirmar que el franquismo creó un «estado general de tortura». Una valoración compartida por César Lorenzo Rubio: «La práctica de la tortura y los malos tratos no fue la excepción, sino la norma. No fue obra de unos pocos agentes del orden, sino de los diferentes cuerpos policiales, militares, de vigilancia penitenciaria… Sus autores no actuaron a su libre albedrío, sino dentro de un sistema que les daba amparo y cobertura. La Brigada Político Social, epítome de la represión política, contó con la colaboración de médicos forenses, secretarios, jueces y fiscales; quienes, a su vez, aplicaron leyes y normativas dictadas por unos gobiernos conscientes y responsables del uso que se les dio».

## La tortura en la zona rebelde de la Guerra Civil Española (1936-1939)

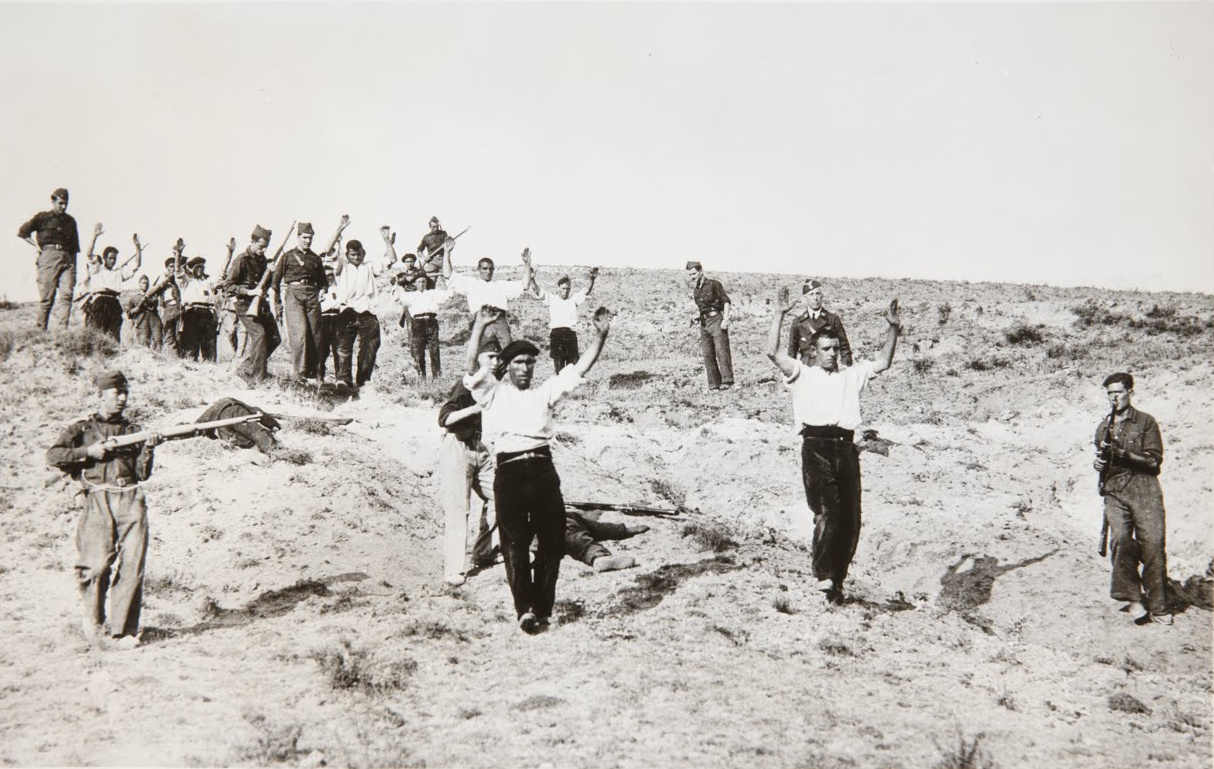
Milicianos republicanos caídos prisioneros de los sublevados durante la Batalla de Guadarrama.

En la zona sublevada de la guerra civil española la tortura tuvo «un uso endémico y firmemente enraizado en la práctica policial ―especialmente en la policía política― y, por extensión, en el funcionamiento de la maquinaria de enjuiciamiento criminal». Se ha llegado a afirmar que en la zona rebelde se practicó la tortura judicial, ya que en ocasiones se recurría a ella durante el proceso de instrucción y por indicación del juez militar. Las torturas más frecuentes fueron los golpes a los detenidos en distintas partes del cuerpo y el empleo de diversas formas de humillación. También se recurrió a colocar astillas bajo las uñas o a arrancarlas o el uso de electrodos en las partes más sensibles del cuerpo como los genitales ―este último tipo de tortura fue introducido al parecer por los agentes de la Gestapo que asesoraron a la policía franquista―. Las mujeres por su parte sufrieron formas específicas de tortura, que incluían la mutilación del clítoris o la violación, y de humillación como las rapaduras de pelo.
Las torturas y los malos tratos se fueron extendiendo conforme el bando rebelde fue ocupando territorios de la zona leal a la República y se realizaban no solo en comisarías, en cuarteles y en cuartelillos de la Guardia Civil ―estos últimos especialmente en las zonas rurales― y en centros de detención provisionales sino en los locales de Falange. Los verdugos eran los miembros de los distintos organismos policiales y parapoliciales bajo la autoridad suprema del Ejército, entre los que se encontraba el Servicio de Información y Policía Militar (SIPM). Todo ello fue posible porque desde el golpe de Estado en la zona rebelde «se suspendieron las garantías procesales y se impuso un régimen arbitrario de detenciones».
Las torturas y los malos tratos también se produjeron en las prisiones, en los centros de retención provisionales y en los campos de concentración donde los internos ―muchos de ellos sin haber sido acusados formalmente de ningún delito― soportaron unas condiciones de vida deplorables marcadas por «la carestía, la enfermedad, el hacinamiento y la corrupción». No era infrecuente que los que propinaban las palizas a los presos fueran falangistas o familiares de víctimas a los que se dejaba entrar en el establecimiento. Las mujeres por su parte eran objeto de humillaciones y de agresiones sexuales ―en algunas prisiones eran sacadas del recinto por falangistas para violarlas―.  Los internos eran objeto de brutales castigos propinados por los funcionarios, muchos de ellos excombatientes, excautivos o familiares de víctimas de la represión en la retaguardia republicana, o por los cabos de vara que reaparecieron en el mundo penitenciario y que también actuaron en los campos de concentración. Los prisioneros de los campos de concentración calificados como «desafectos» también fueron obligados a realizar trabajos forzados en batallones formados al efecto.

## Primer franquismo (1939-1959)
Desde su inicio «la dictadura franquista estaba marcada por el signo de la violencia represiva, dentro de la cual la tortura, como forma extrema de aniquilación del enemigo… fue un elemento fundamental». Nada más acabar la guerra civil el cónsul británico en Barcelona ya advertía de lo extendido de su uso. En su informe del 24 de agosto de 1939 exponía lo siguiente:

La mayoría de los presos son maltratados. Esto siempre parece tener lugar durante el interrogatorio cuando se sospecha que han cometido crímenes de sangre durante la revolución. Ha habido muchos suicidios: algunos hombres saltan por las ventanas en la comisaría de Policía y otros en la propia prisión.

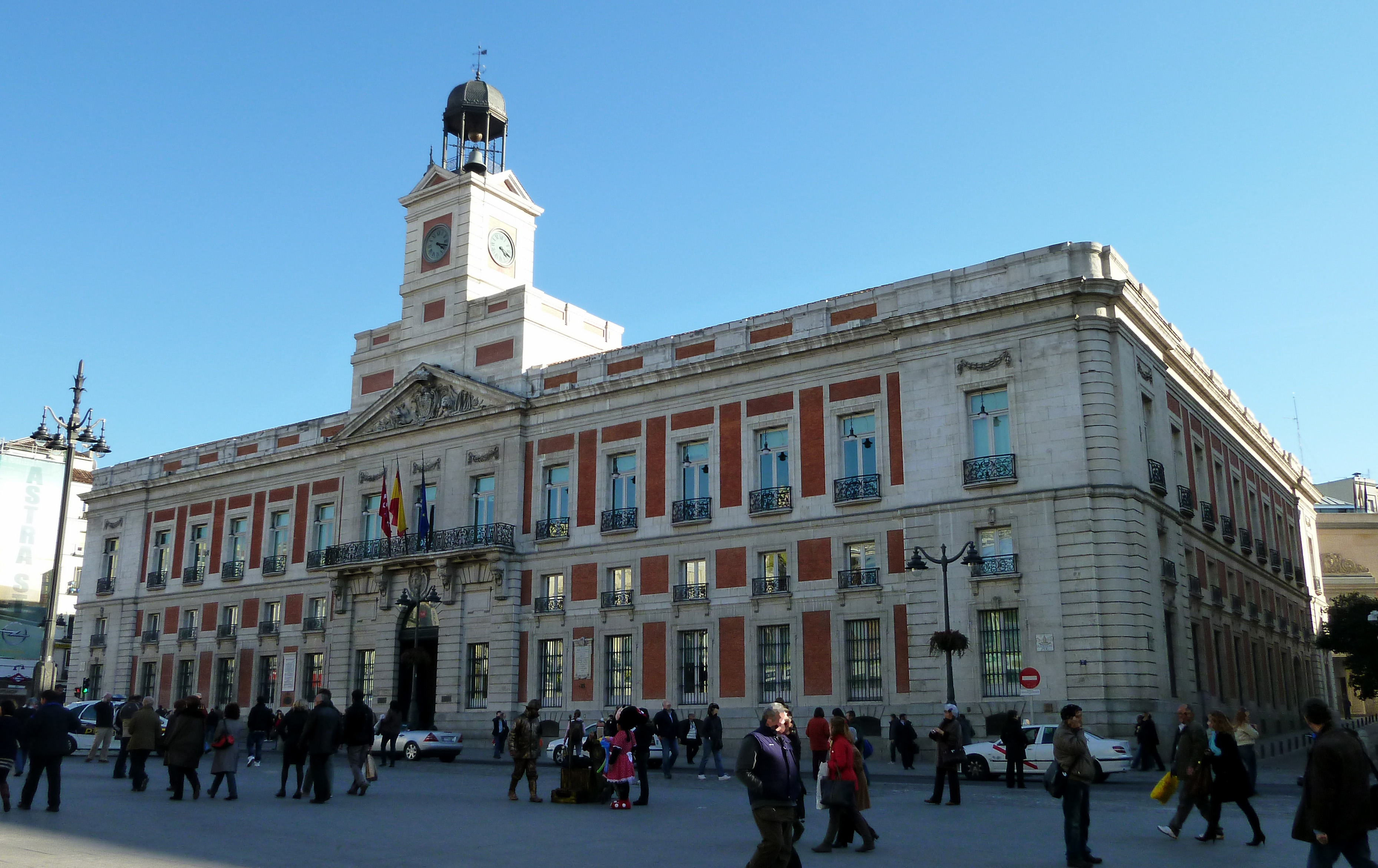
Sede de la Dirección General de Seguridad en la Puerta del Sol en Madrid. Fue el centro de torturas más importante del franquismo.

El 5 de enero de 1939, en plena ofensiva de Cataluña, el gobierno franquista reunido en Burgos había creado el Servicio Nacional de Seguridad ―posterior Dirección General de Seguridad (DGS)―, que ocuparía el lugar del Servicio de Información y Policía Militar (SIPM) que había actuado durante la mayor parte de la guerra. Al principio su jefe fue el coronel José Ungría Jiménez, director del SIPM, y después del 23 de septiembre, fecha en que se aprobó la organización de la DGS en cuatro grandes comisarías (Fronteras, Información, Orden Público e Identificación), fue José Finat y Escrivá de Romaní, conde de Mayalde. Partiendo de la información recabada durante la guerra por diversos organismos franquistas, la DGS comenzó a elaborar un enorme fichero de antecedentes político-sociales que en 1944 ya abarcaba unos tres millones de personas fichadas. Y creó el Cuerpo de Policía Armada, formado inicialmente por excautivos y excombatientes. La reorganización del aparato policial franquista se completó con la Ley de Policía de marzo de 1941, que creó el Cuerpo General de Policía. En el preámbulo de la ley se decía que la «nueva policía» no debía regirse por el «apoliticismo» y que debía tener como objetivo «la vigilancia permanente y total indispensable para la vida de la Nación, que en los estados totalitarios se logra merced a una acertada combinación de técnica perfecta y lealtad». En el preámbulo también se hacía referencia a la «policía política, como órgano más eficiente para la defensa del Estado».

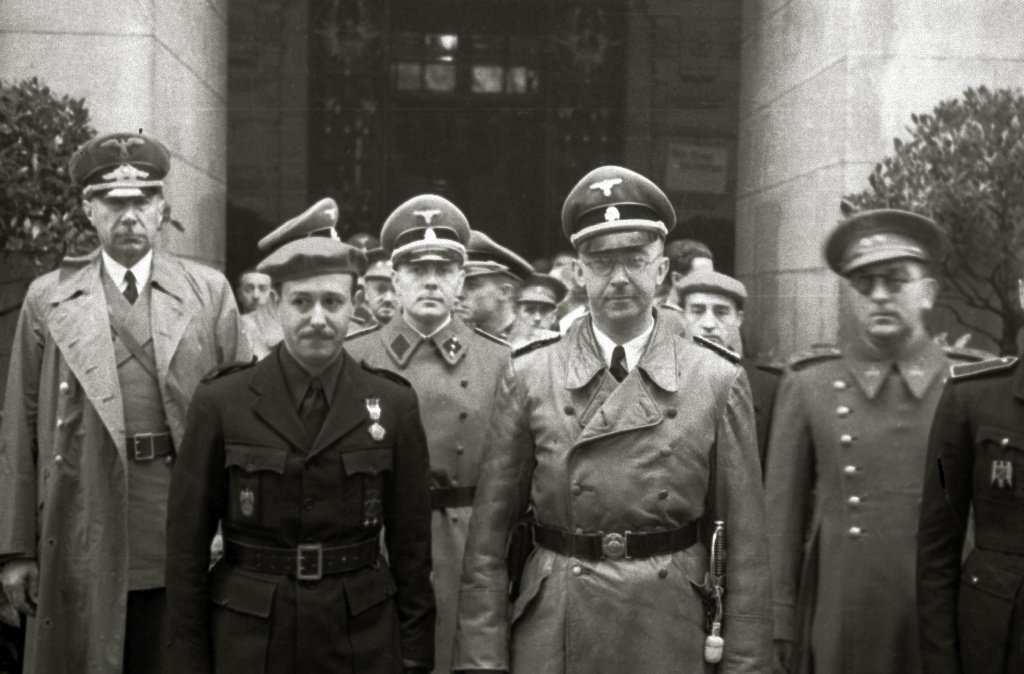
José Finat y Escrivá de Romaní, jefe de la DGS, junto al líder nazi Himmler en San Sebastián, junto con Gerardo Caballero.

De la función específica de perseguir los «delitos sociales y políticos» se ocuparía la Brigada Político-Social (BPS), que sería conocida simplemente como «la Social» y que desde un principio recibió el asesoramiento de agentes de la Gestapo, dirigidos por Paul Winzer destinado en la embajada alemana en Madrid, especialmente en cuanto al uso de diversos métodos de tortura para obtener información o confesiones de los detenidos (latigazos; ahogamientos mediante «la bañera»; corrientes eléctricas; aplastamiento de testículos y dedos; colgamiento con las manos atadas a la espalda; quemaduras en las plantas de los pies y en otras partes del cuerpo) y en técnicas de espionaje e infiltración en grupos de oposición ―el propio José Finat, director general de Seguridad, viajó a la capital alemana para reunirse con Himmler―. La colaboración entre la policía franquista y la Gestapo se remontaba a la guerra civil cuando en noviembre de 1937 se firmó un protocolo secreto por el cual policías del bando sublevado irían a Berlín para ser adiestrados ―ese protocolo secreto fue ampliado por un nuevo acuerdo de colaboración firmado el 31 de julio de 1938―.
En Madrid las torturas tenían lugar en la sede de la DGS en la Puerta del Sol, donde entre otros destacó el comisario Roberto Conesa, y en las comisarías, una de ellas, la de Buenavista, también sede del SIPM, cuyos agentes también participaron en las torturas a los detenidos. En Barcelona el centro principal de torturas fue la sede de la Jefatura Superior de Policía de la Vía Layetana, donde destacaron como torturadores los inspectores de la Brigada Político-Social Pedro Polo Borreguero y los hermanos Antonio Juan Creix y Vicente Juan Creix, a las órdenes del comisario Eduardo Quintela Bóveda. Tanto en Madrid como en Barcelona, como en otras capitales, los policías, singularmente los miembros de la Brigada Político-Social, se ensañaron especialmente con los miembros de partidos políticos de izquierda (PCE, PSOE) y de organizaciones obreras (CNT, FAI, UGT, Juventudes Libertarias) que intentaban reorganizarse en la clandestinidad. Fue el caso, entre muchos otros, de los anarquistas Esteban Pallarols Xirgu o Enrique Marco Nadal, que intentaron reorganizar la CNT ―hasta once de los catorce comités nacionales de la CNT que se formaron en la década de 1940 fueron detenidos por la policía―, o los miembros de las Juventudes Libertarias Fausto González Alonso y José Martínez Guerricabeitia, o los comunistas Gregorio López Raimundo, Heriberto Quiñones, Pedro Vicente, Antonio Palomares, Bonifacio Fernández, Eduardo Sánchez Biedma o Casto García Roza ―muertos estos tres últimos a causa de las torturas―, que intentaron reorganizar el PCE o el PSUC, o el socialista Tomás Centeno. La policía actuaba con total impunidad pues gozaba de la complicidad de los jueces que no solo nunca imputaron a ningún agente, aunque las pruebas de las torturas fueran evidentes, sino  que procesaban por desacato o por desobediencia a la autoridad a los detenidos que osaban denunciarlas. La falta de garantías procesales durante la detención y el interrogatorio ―los detenidos carecían de asistencia legal; no existía límite “de facto” para presentar una acusación formal; se menospreciaba la presunción de inocencia, etc.― hacían el resto.

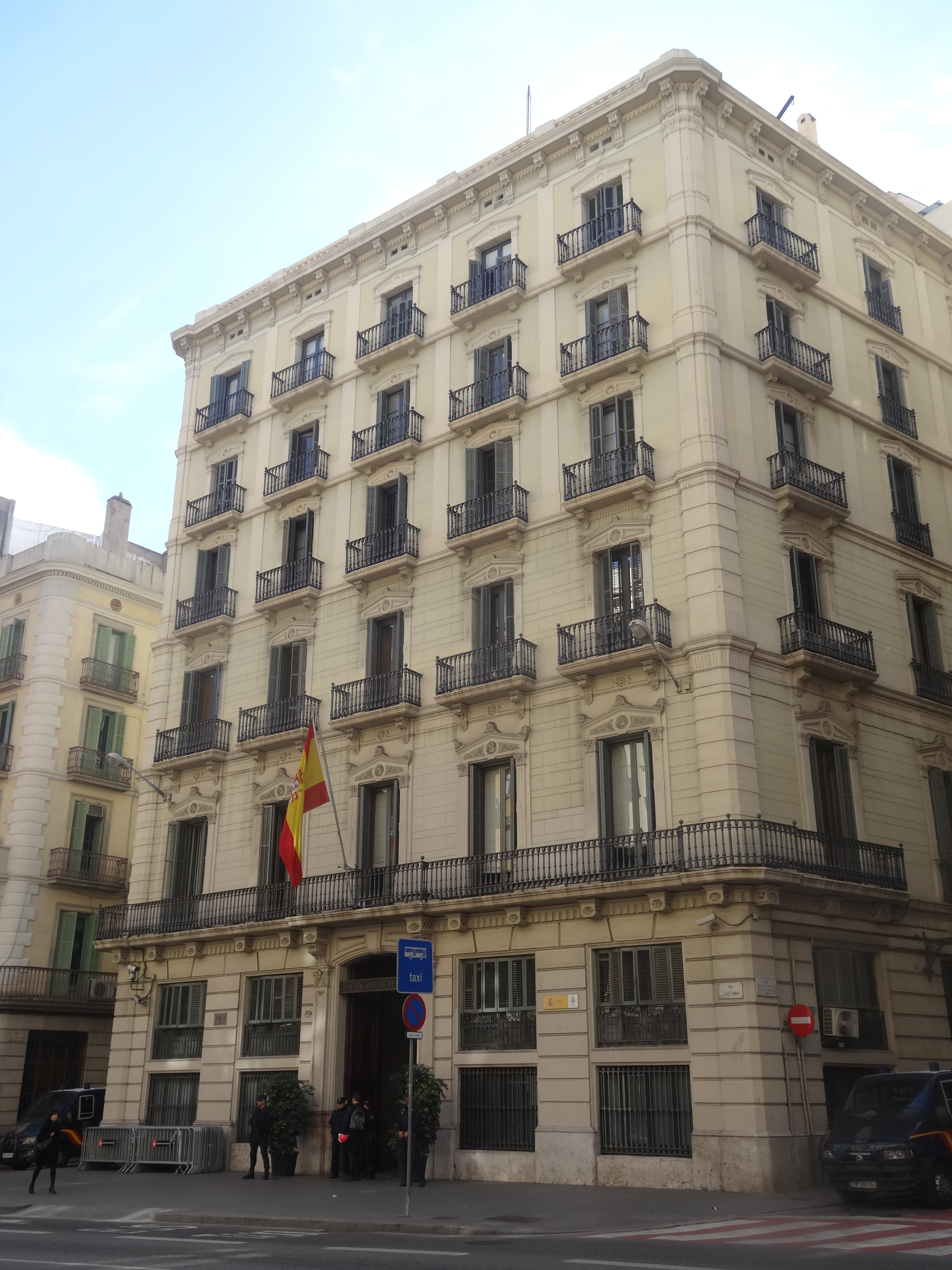
Sede de la Jefatura Superior de Policía en la Vía Layetana de Barcelona. Fue el centro de torturas más importante en Cataluña durante la dictadura franquista.

Un informe de la embajada de Gran Bretaña en España de 1949 remitido al Foreign Office decía lo siguiente:

Los archivos de la DGS están basados en el modelo nazi. Están cabal y extremadamente bien organizados, asegurando una vigilancia sistemática sobre todos los enemigos sospechosos del Estado. Debe ser resaltado que los puntos negros de la Justicia española son por norma las comisarías, más que las propias prisiones. Todos los casos políticos caen dentro de la Brigada Político-Social que actúan por orden del jefe superior de Policía. El interrogatorio de un prisionero puede incluir el uso de crueles artefactos, tendentes a forzar las declaraciones posteriormente llamadas “confesiones”. Como reciben un extra, los mal pagados policías tienden a usar métodos cada vez más violentos y a prolongar cuanto sea posible el aislamiento de los prisioneros para obtener una confesión. Tanto las mujeres como los hombres reciben este trato. Pueden estar detenidos durante semanas antes de que se formule formalmente cualquier cargo contra ellos. Cuando el “dosier” es terminado, el prisionero es trasladado a una de las prisiones del Estado y pasa a la jurisdicción militar.

También recurrieron a la tortura y a otros métodos de «guerra sucia» la Guardia Civil y el Ejército en su lucha contra la guerrilla antifranquista, especialmente durante el denominado «trienio del terror» (1947-1949). No sólo fueron torturados los guerrilleros apresados ―que en muchas ocasiones acabaron siendo fusilados sin juicio o aplicándoles la «ley de fugas»―, sino también sus familias y los presuntos «colaboradores» de las montañas y zonas rurales. La actuación de la Guardia Civil y el Ejército fue revalidada por el Decreto Ley para la Represión del Bandidaje y el Terrorismo, de 18 de abril de 1947. De hecho poco después el general Franco proclamó el estado de guerra en la provincia de Teruel donde actuaba la Agrupación guerrillera de Levante y Aragón.
En las prisiones también hubo torturas y malos tratos a los reclusos ―especialmente en los centros de retención provisionales que se habilitaron en la inmediata posguerra a los que tenían fácil acceso falangistas y otros grupos paramilitares que sacaban a los presos para darles palizas, como le ocurrió al poeta Miguel Hernández―, pero en menor medida que en las comisarías y cuartelillos por lo que cuando ingresaban en la cárcel muchos detenidos lo consideraban un alivio. Sin embargo, las condiciones de vida en las prisiones eran extremas. «La masificación, la miseria, la insalubridad, el hambre, el terror, el trabajo forzado y el adoctrinamiento religioso y político fueron los rasgos distintivos de un sistema que más allá de “vigilar y castigar”, pretendía “la transformación existencial completa de los capturados y, por extensión, de sus familias”». Los principales responsables de las torturas y los malos tratos a los reclusos fueron los cabos de vara y los nuevos funcionarios de prisiones muchos de ellos excautivos, excombatientes o familiares de víctimas de la represión en la «zona roja», movidos muchos de ellos por un afán de venganza y por «la rabia y los resentimientos», como se reconoce en un informe oficial de la Dirección General de Prisiones de 1951. «Continúan viendo un enemigo en cada preso; creen que el cargo es para vengar agravios», se dice también en el informe. Cuando un preso se atrevía a denunciar el caso se cerraba generalmente con el sobreseimiento y el archivo del mismo. Por otro lado, los malos tratos y la torturas en las cárceles comenzaron a remitir a partir de 1943 ―el año en que se inauguró la cárcel de Carabanchel que sustituyó a la vieja prisión de Porlier― con el objetivo de mejorar la imagen exterior del régimen franquista en un momento en que las potencias fascistas empezaban a perder la Segunda Guerra Mundial. Este remisión también se explica por la actitud más solidaria y contestataria (plantes y huelgas de hambre; denuncias que canalizaban los exiliados fuera de España) entre los colectivos de presos políticos.
Las mujeres detenidas y presas sufrieron formas específicas de torturas y malos tratos que tenían como objetivo negarles la condición de ciudadanas que les había reconocido la República y humillarlas y anularlas por su condición femenina (lo que Irene Abad ha definido como “represión sexuada”). Recibieron las mismas torturas que los hombres (corrientes eléctricas, quemaduras…) pero, obligadas a desnudarse, iban dirigidas especialmente a los genitales y a los pechos. Sin embargo, el elemento diferencial más importante fue la violación ―«ya fuese como amenaza o consumada, la violación representó el máximo nivel de humillación de las perdedoras y de demostración del poder masculino de los vencedores»―, junto con las ceremonias públicas en las que se les rapaba el pelo, se les obligaba a tomar aceite de ricino o se las fusilaba. Muchas de las mujeres violadas cuando ingresaban en prisión estaban embarazadas y allí tenían a sus hijos en unas condiciones espantosas hasta los tres años de edad en que se los quitaban. Estos hechos son conocidos por los cientos de testimonios recogidos por Tomasa Cuevas, ella también torturada en la sede de la Jefatura Superior de Policía de la Vía Layetana de Barcelona. Esto es lo que recordaba, por ejemplo, María Valdés:

A mí me pegaron con esas porras que tienen filo de hierro y me abrieron las carnes, toda la parte del culo abierta. Como yo ponía los brazos para taparme los pechos, los tenía llenos de sangre; y no se conformaron con eso, luego me pusieron en una silla con los pechos colgando.

Tras la firma del acuerdo de las bases con Estados Unidos de 1953 varios policías de la Brigada Político-Social viajaron a ese país para seguir cursos del FBI y de la CIA sobre contraespionaje y nuevos métodos de interrogatorio. Fue el caso del inspector Antonio Juan Creix, que utilizó en abril de 1958 lo que había aprendido en Nueva York del FBI en el interrogatorio y tortura del dirigente comunista Miguel Núñez González, aunque nunca estuvo del todo satisfecho. «Aquí vienen los americanos, que si las corrientes eléctricas… Como el palo no hay nada», dijo Creix, según recordaba el propio Miguel Núñez —que resistió las torturas a las que fue sometido durante un mes en la comisaría de Vía Layetana y no delató a nadie, por lo que se convirtió en un símbolo de la lucha antifranquista—. Otro policía que viajó a Estados Unidos, junto con un alto cargo de la DGS, fue el propio jefe de la BPS Vicente Reguengo que recibió formación de la CIA sobre «métodos, material y técnicas de investigación policial». También asistió a cursos de formación de la CIA sobre «sabotaje y anticomunismo» el comisario Roberto Conesa.

## Segundo franquismo (1959-1975)
Durante este periodo se produjo un cambio en la oposición al franquismo que dejó de estar protagonizada por las organizaciones políticas clandestinas para pasar a serlo por los movimientos sociales, como el movimiento obrero ―columna vertebral de la oposición, y por tanto el más represaliado y el que más sufrió la violencia gubernativa―, el movimiento estudiantil, el movimiento vecinal, etc., «cuyos activistas actuaban ―en la medida de lo posible― públicamente, forzando los límites de la legalidad y esgrimiendo reivindicaciones concretas que podían conectar con una amplia parte de la población. A raíz de este cambio se produjo también la aparición de nuevos perfiles de detenidos, con obreros y estudiantes a la cabeza, pero también los acompañarían profesionales liberales, intelectuales y sacerdotes de base».
Para estos años contamos con un estudio documentado sobre las torturas, aunque referido a un único territorio: el País Vasco. Se trata de un trabajo encargado por el gobierno autonómico y publicado por primera vez en 2016, en el que se relatan 770 casos de torturas entre 1960 y 1977 con picos destacados en 1968 (103 casos) y 1975 (268 casos), aunque otros estudios sitúan a 1969 como el año donde se produjeron más casos de malos tratos (890 casos) como respuesta al asesinato por ETA del jefe de la Brigada Político Social en San Sebastián, el comisario Melitón Manzanas.
Desde el punto de vista de la represión franquista, el periodo se inicia con la promulgación por el general Franco de la Ley de Orden Público de 1959 que vino a sustituir a la Ley de Orden Público de la República. La ley —que mantenía la jurisdicción militar para todos los delitos que afectaran al orden público— sirvió para legalizar los estados de excepción que se decretarían en los años 1960 y 1970, seis veces en determinados territorios y tres veces en la totalidad del país. En todos ellos, excepto en una ocasión, se suspendió el artículo 18 del Fuero de los Españoles que fijaba el límite de 72 horas en que una persona podía estar detenida antes de ser llevada ante el juez. Así durante los estados de excepción la policía podía actuar aún con mayor impunidad para acabar con las «actividades extremistas». Se trataba «de una dictadura dentro de otra».
Durante el estado de excepción de 1971 fueron detenidos muchos activistas antifranquistas, como Carlos Vallejo, militante de las clandestinas Comisiones Obreras de la fábrica SEAT de Barcelona, acusado de «propaganda ilegal» y que estuvo retenido diecisiete días en la comisaría de Vía Layetana hasta que ingresó en la Cárcel Modelo de Barcelona; al poco tiempo perdió su trabajo por sus «faltas de asistencia» al mismo «desde el día 17 de los corrientes», que era la fecha de su detención. Otros lo pasaron aún peor pues fueron detenidos de nuevo por «razones o motivos de Orden Público» tras ser puestos en libertad por el juez.
Este es el testimonio de Carlos Vallejo de su estancia en la comisaría de Vía Layetana:

En celdas aisladas, te llamaban a deshoras, continuamente. No te dejaban dormir. Te amenazaban haciendo ver con la pistola que te iban a disparar. Todo esto negro [se señala la barriga] de pegar así [se golpea repetidamente la barriga con la punta de los dedos] que te hace un dolor terrible. Bueno, aguantas, pero te causa un dolor terrible. Después, bueno, todo tipo de vejaciones, patadas, ruedas, el bueno y el malo… en fin, la escuela de la tortura

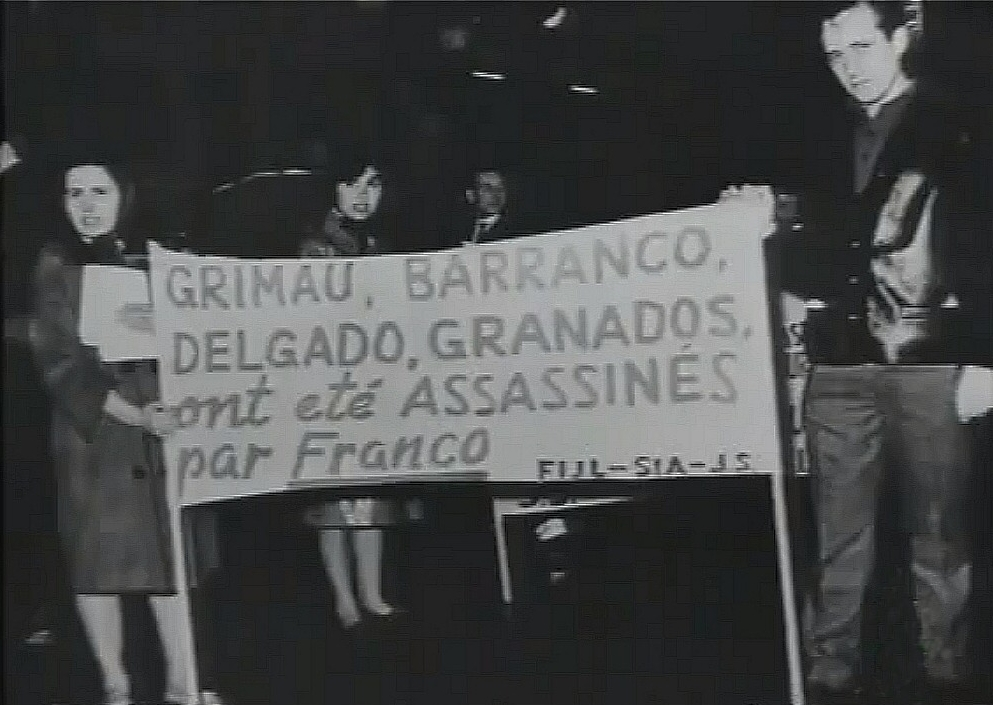
Protesta en París en 1963 contra los asesinatos de Julián Grimau, Manuel Moreno Barranco, Francisco Granados Gata y Joaquín Delgado Martínez.

A finales de 1963 se creó el Tribunal de Orden Público (TOP) para intentar «blanquear» la imagen exterior del régimen franquista en un momento en el general Franco había presentado la candidatura de España al ingreso en la Comunidad Económica Europea ―un año antes un informe de la Comisión Internacional de Juristas había denunciado la inexistencia del estado de derecho y de libertades en España―. Hasta entonces la jurisdicción militar era la que se había encargado de juzgar los delitos “políticos”. Es lo que le sucedió, por ejemplo, al dirigente comunista Julián Grimau, detenido en noviembre de 1962 y sometido a terribles torturas en la sede de la DGS en Madrid que los agentes de la Brigada Político Social intentaron encubrir tirándolo al patio interior del edificio, un hecho que fue presentado como un intento de suicidio. Grimau sobrevivió y malherido fue juzgado en un consejo de guerra que lo condenó a muerte y fue fusilado. Por esas mismas fechas fue detenido el anarquista catalán Jordi Conill, que tras ser torturado y juzgado en consejo de guerra fue condenado a la pena de muerte, conmutada por 30 años de prisión debido a la campaña internacional que se organizó en su favor. Los también anarquistas Francisco Granados Gata y Joaquín Delgado Martínez, detenidos poco después, fueron salvajemente torturados en la sede de la DGS de Madrid y en un consejo de guerra sumarísimo condenados a muerte y ejecutados por garrote vil el 17 de agosto de 1963.
Los delitos de «asociación ilícita», «propaganda ilegal», «reunión ilegal», «manifestación ilegal» o «desórdenes públicos» pasaron a ser competencia del TOP, pero los más graves como los de «terrorismo» o los que afectasen al Ejército y a la Guardia Civil continuaron bajo la jurisdicción militar, por lo que el TOP no acabó con ella sino que la complementó. Así entre 1964 y 1976 el TOP instruyó un total de 22.660 procedimientos que afectaron a unas 9.000 personas, de las que fueron condenadas cerca de 3.000, mientras que la justicia militar entre 1960 y 1977 condenó a 5.600 civiles.
Con el TOP continuó la práctica de la tortura pues la Brigada Político Social siguió encargada de los delitos competencia del tribunal y el TOP nunca se ocupó de investigar las denuncias de malos tratos o de torturas a los detenidos, como subrayó el abogado Josep Solé Barberà en un escrito de 1977: «Yo no conozco ni un solo sumario en el cual la denuncia de malos tratos se haya admitido como suficiente para que se abriera una investigación sobre unos hechos que podían alterar todo el contenido sumarial y que, de no ser ciertos, era a la autoridad misma a quien le convenía descubrirlo». La abogada Ascensión Solé recordaba algo similar: «cuando se le preguntaba abiertamente [al acusado] si había sido presionado moral o físicamente por los funcionarios o maltratado de obra o de palabra, la campana del presidente, de Mateu, tocaba frenéticamente rompiendo el acostumbrado tono educado y amable con que nos trataba».
Por otro lado, en algunos casos los malos tratos y las torturas ―como “la bañera” (ahogamientos), “la cigüeña” (caminar agachado con las manos esposadas por debajo de las piernas), “el quirófano” (permanecer tumbado en una camilla con la cabeza en el aire) o “el tostadero” (tumbarse en un somier metálico conectado a cables eléctricos)― acababan con la muerte del detenido al ser arrojado desde una ventana desde gran altura como fue el caso de los estudiantes Rafael Guijarro Moreno, cuya muerte inspiró la canción de Maria del Mar Bonet ‘’Què volen aquesta gent’’ (1968) convertida en un himno antifranquista, o de Enrique Ruano, cuya muerte causó una ola de protestas que llevaron al régimen franquista a decretar el estado de excepción el 24 de enero de 1969. Más suerte tuvieron el estudiante vallisoletano José Luis Cancho y el albañil militante del PCE(i) Miguel Jiménez Hinojosa que sobrevivieron a la caída. Este último había recibido un tiro a bocajarro disparado por el policía de la BPS Atilano del Valle Oller que en 1975 fue condecorado con la Cruz al Mérito Policial ―Jiménez por su parte pasó cinco años y medio en prisión tras ser condenado en un consejo de guerra por insulto a las fuerzas armadas y «asociación ilícita»―.
Ante el uso continuado e indiscriminado de la tortura algunas organizaciones antifranquistas clandestinas instruyeron a sus militantes sobre qué hacer cuando eran detenidos y juzgados. Así el PSUC en 1963 hizo circular un opúsculo mecanografiado titulado “No quiero hablar. El deber de los comunistas frente a la policía y los tribunales franquistas” en el que se conminaba a los militantes detenidos a no hablar, incluso con riesgo de su vida. «Para un comunista, el honor personal, el honor revolucionario, es más importante que la vida misma», se decía.
Otra novedad de la década de 1960 fue la aparición de escritos dirigidos a las autoridades franquistas en los que se denunciaban las torturas y que estaban promovidos por destacados intelectuales. El primero data de septiembre de 1963 en forma de carta dirigida a Manuel Fraga, ministro de Información y Turismo, con motivo de la huelga minera de Asturias de 1962. Estaba firmado por 102 intelectuales encabezados por José Bergamín. Una segunda carta fue enviada con más firmas, 188, pero la respuesta furibunda del ministro Fraga fue la misma: negar las denuncias de abusos, vejaciones y malos tratos que aparecían en ellas. En los años siguientes hubo más cartas colectivas. Destaca la de finales de 1968 que iba firmada por 1.120 intelectuales, profesionales liberales e incluso eclesiásticos y que denunciaba los malos tratos infligidos a los detenidos durante el estado de excepción decretado en Vizcaya y Guipúzcoa. La respuesta del régimen franquista fue de nuevo negar las acusaciones y atemorizar y desprestigiar a sus firmantes. Por otro lado, ciertos sectores de base de la Iglesia católica también denunciaron las torturas, siendo los pioneros más de 300 sacerdotes vascos que escribieron a sus obispos una carta en la que decían: «en las comisarías de Policía de nuestro país se emplea el tormento como método de exploración». Otra iniciativa fue la de varias decenas de curas catalanes que se manifestaron frente a la sede de la Jefatura Superior de Policía de Barcelona en Vía Layetana el 11 de mayo de 1966 para protestar por los malos tratos de que había sido objeto el delegado de la Escuela de Ingenieros en el clandestino Sindicato Democrático de Estudiantes de la Universidad de Barcelona Joaquim Boix ―participante en La Capuchinada―. Su propósito era entregar una carta al comisario Creix pero fueron disueltos violentamente por los agentes de la Policía Armada que custodiaban el edificio ―tres años después cuatro de ellos fueron juzgados y condenados por el TOP, aunque fueron indultados por el Consejo de Ministros; por su parte la madre de Boix presentó una querella por malos tratos pero fue archivada―. En enero de 1969 se creó la Comisión de Solidaridad de Barcelona, una organización de ayuda a las personas represaliadas por el régimen y de denuncia de la represión, cuyas primeras reuniones tuvieron lugar en iglesias. El 14 de abril de 1971 el diario francés Le Monde publicaba una carta firmada por 180 sacerdotes navarros en la que denunciaban las torturas que habían sufrido los detenidos durante el vigente estado de excepción.

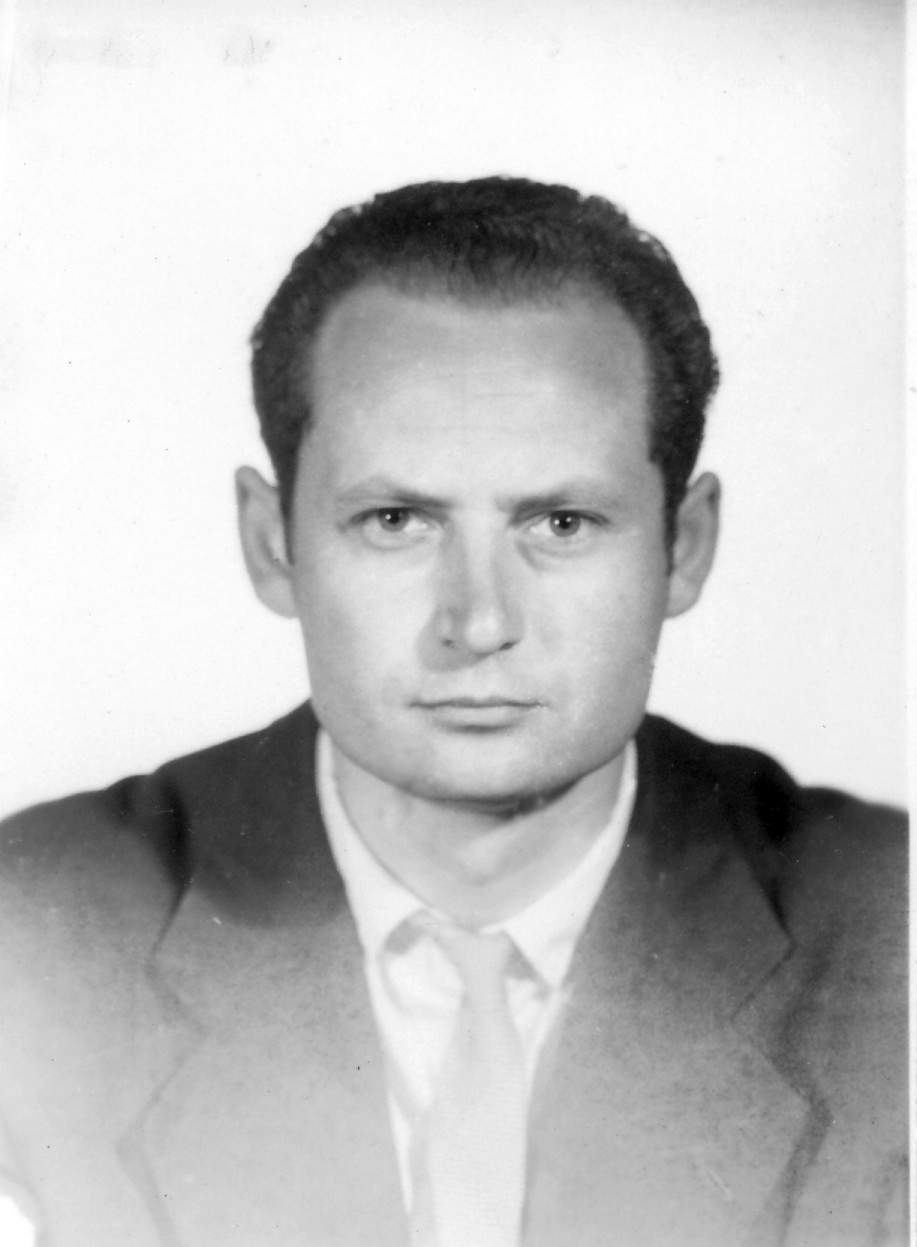
Manuel Moreno Barranco muerto en prisión en 1963 presuntamente a causa de los malos tratos recibidos.

Como en la posguerra el ingreso en prisión tras haber pasado por comisaría era vivido como una especie de liberación. «Un día en la comisaría es peor que cien días en la cárcel», escribió más tarde un preso. Pero esto no quiere decir que los malos tratos a los encarcelados hubieran desaparecido, hasta el punto que algunos murieron en prisión como el donostiarra Vicente Lertxundi, el escritor andaluz Manuel Moreno Barranco ―la versión oficial fue que se había suicidado pero un grupo de intelectuales encabezados por José Manuel Caballero Bonald enviaron una carta al ministro de Información y Turismo Manuel Fraga en la que relacionaban la muerte de Moreno Barranco con el reciente caso Grimau; la respuesta de Fraga fue furibunda y sin pretenderlo sembró más dudas de las que pretendió despejar― o el preso común Rafael Sánchez Milla, ‘’El Habichuela’’ ―cuya muerte provocó un violento motín en la Cárcel Modelo de Barcelona en la que también participaron presos políticos―. Por otro lado, hay que destacar que los funcionarios de prisiones en cuanto al trato tenían más cuidado con los presos políticos que con los comunes. «Se nos controlaba muchísimo, pero al mismo tiempo se nos respetaba más… El desprecio que mostraban hacia el preso común no lo tenían hacia nosotros», recuerda un preso político.
La Brigada Político-Social fue la principal unidad policial que actuó contra la oposición antifranquista. «Sus agentes, los Creix, Conesa, Yagüe, Navales, Manzanas, Ballesteros, Solsona, González Pacheco, etc., ocupan un lugar de honor en el panteón de los torturadores del franquismo. Sus comisarías ―la DGS de la Puerta del Sol de Madrid, la Vía Layetana en Barcelona, las de las calles Samaniego y Gran Vía en Valencia, o la del paseo María Agustín en Zaragoza―, y sus métodos, de siniestras connotaciones, remiten a una particular geografía del terror». Pero también la Guardia Civil practicó las torturas, con métodos «más rudimentarios que los de los agentes de la BPS», pero «las torturas que infligían no tenían nada que envidiar las unas a las otras». Como en el caso del miembro del FRAP Cipriano Martos que ingresó en el hospital de Reus en agosto de 1973 al haber sido obligado a ingerir ácido sulfúrico y falleció poco después ―aunque en la versión oficial se dijo que se había tratado de un suicidio―.
En los últimos años de la dictadura franquista se produjeron denuncias del uso generalizado e indiscriminado de la tortura por parte de los cuerpos policiales. En su informe de 1973 de Justicia Democrática, el clandestino colectivo de miembros de la judicatura favorables a la democracia, se denunciaba que «la tortura se sigue empleando, aunque es difícil determinar su frecuencia y hay muchos interesados en que no se determine. En particular en la llamada lucha contra la subversión». En el mismo informe Justicia Democrática señalaba los obstáculos prácticamente insalvables a los que se enfrentaban los jueces y fiscales que querían detener a sus responsables, como le ocurrió al fiscal de Barcelona y miembro de Justicia Democrática Carlos Jiménez Villarejo que no pudo procesar al jefe de la BPS de Manresa y pagó su osadía con su traslado a Huesca. Los gobiernos extranjeros también eran conocedores de la práctica de la tortura en España como el de Estados Unidos que en un informe de la Secretaría de Estado del 3 de mayo de 1975, desclasificado posteriormente, se decía: «[en España se dan] diversos grados de torturas, tratos inhumanos o degradantes; denegación de revisión judicial de juicios injustos por tribunales militares a civiles, arresto arbitrario y exilio, restricciones de movimiento y residencia». En otro informe el embajador de Estados Unidos en España Wells Stabler exponía que había comunicado al gobierno español las continuas violaciones de los derechos humanos y en el mismo destacaba la dificultad de obtener información especialmente de la jurisdicción militar, «donde previsiblemente se encuentran las mayores áreas de abuso».